# Sinodrepanus thailandicus
Sinodrepanus thailandicus là một loài bọ cánh cứng trong họ Bọ hung (Scarabaeidae).